# Heterocompsa nigripes
Heterocompsa nigripes là một loài bọ cánh cứng trong họ Cerambycidae.